# Avenue de la Grande Armée
La Avenue de la Grande Armée (tdl. ‘Avenida del Gran Ejército’) es una de las vías radiales de la Étoile y forma el límite entre los distritos XVI y XVII de París, Francia. Tiene una longitud de 775 metros y una anchura de 70 metros.